# Saint-Aubin-de-Nabirat
Saint-Aubin-de-Nabirat – miejscowość i gmina we Francji, w regionie Nowa Akwitania, w departamencie Dordogne.
Według danych na rok 1990 gminę zamieszkiwały 124 osoby, a gęstość zaludnienia wynosiła 19 osób/km² (wśród 2290 gmin Akwitanii Saint-Aubin-de-Nabirat plasuje się na 1052. miejscu pod względem liczby ludności, natomiast pod względem powierzchni na miejscu 1316.).